# Jean-Pierre Tcheutchoua
Jean-Pierre Tcheutchoua (* 12. Dezember 1980) ist ein kamerunischer ehemaliger Fußballspieler.
Jean-Pierre Tcheutchoua begann seine Karriere in seinem Heimatland Kamerun. Seit der Rückrunde der Saison 2006/07 spielt er als Verteidiger beim FC UGS in der 1. Liga (Schweiz).
| Personendaten    | Personendaten                |
| ---------------- | ---------------------------- |
| NAME             | Tcheutchoua, Jean-Pierre     |
| KURZBESCHREIBUNG | kamerunischer Fußballspieler |
| GEBURTSDATUM     | 12. Dezember 1980            |